# Ляонин (авианосец)
«Ляони́н» (кит. 辽宁 также известен под бортовым номером 16 и ранее — под неофициальным именем кит. 施琅 «Ши Лан» в честь китайского флотоводца XVII века) — авианосец Военно-морских сил НОАК. Был заложен 6 декабря 1985 года на верфи Черноморского судостроительного завода в Николаеве для ВМФ СССР под названием «Рига» как второй тяжёлый авианесущий крейсер (ТАВКР) проекта 1143.5. 19 июня 1990 года был переименован в «Варяг».
После распада СССР корабль достался Украине и его постройка была прекращена в 1992 году. В 1998 году был куплен Китаем (компанией из специального административного района Аомынь (Макао)), официально — с целью организации на нём плавучего центра развлечений. Отбуксирован в Китай и достроен как авианосец. 25 сентября 2012 вошёл в состав ВМС НОАК. По состоянию на 17 июня 2022 года — один из трёх (наряду с авианосцами проекта 003 и Проекта 002) полностью завершённых постройкой и переданных ВМС НОАК авианосцев КНР.

## История

### Строительство
ТАВКР проекта 1143.6 был разработан в Невском проектно-конструкторском бюро (г. Ленинград) под руководством В. Ф. Аникиева. 21 августа 1985 года зачислен в списки кораблей ВМФ СССР и 6 декабря 1985 года заложен на Черноморском судостроительном заводе в Николаеве (заводской № 106), спущен на воду 25 ноября 1988 года.

### Консервация
В 1992 году, при технической готовности около 70 %, строительство было приостановлено и корабль законсервирован на стапеле.
Ещё до раздела Черноморского флота СССР, в начале 1992 года, в Китайскую Народную Республику поступили предложения от Украины о продаже авианосца. Для оценки возможности и целесообразности сделки на Украину была послана специальная комиссия от ВМС НОАК.
В 1993 году по договору между Украиной и Российской Федерацией строящийся ТАВКР «Варяг» отошёл Украине.
В апреле 1998 года ТАВКР «Варяг» был продан китайской компании Chong Lot Travel Agency Ltd. за 20 млн долларов США, как было объявлено, для организации плавучего центра развлечений с казино подобно плавучим развлекательным центрам, переделанным из ТАВКР «Киев» и «Минск». Сюй Цзэнпин утверждал, что общие его расходы на сделку были гораздо выше, и он потратил в 1996—1999 годах не менее 120 млн долл. своих и взятых взаймы средств. Несмотря на его продолжительные переговоры с Госсоветом КНР, китайское правительство было согласно вернуть бизнесмену только 20 млн долл., заплаченных на аукционе, а также прочие документально оформленные расходы.
В 2000 году буксир Suhaili прибыл в Чёрное море, чтобы начать буксировку ТАВКР в КНР. Но Турция под давлением США отказывалась пропустить его через Черноморские проливы в течение 16 месяцев, по официальной версии — прохождение через проливы столь крупного корпуса, не имеющего собственных действующих двигателей, могло повлечь тяжкие навигационные последствия. На протяжении всего времени, пока шли соответствующие переговоры, корабль циркулировал под буксирами в Чёрном море. 2 ноября 2001 года турецкие власти наконец дали разрешение на проход, и ТАВКР «Варяг» под буксирами Haliva Champion и «Николай Чикер» через Черноморские проливы перешёл в Средиземное море, что заняло почти 6 часов.
3 ноября 2001 года, сразу же по выходе из проливов, буксируемый ТАВКР попал в сильный шторм, достигавший 9 баллов по шкале Бофорта. Ночью произошёл обрыв буксирного троса, и корпус с семью членами экипажа на борту, впоследствии снятыми вертолётом береговой охраны Греции, дрейфовал в Эгейском море до 4 ноября. Плохая погода мешала попыткам буксиров восстановить контроль над кораблём. 6 ноября, при попытке завести на авианосец буксирный трос, погиб матрос Арес Линн с буксира Haliva Champion. Лишь 7 ноября контроль над ТАВКР был восстановлен.
Правила движения по Суэцкому каналу воспрещают прохождение кораблей без действующей силовой установки, поэтому «Варяг» был направлен в плавание вокруг Африки через Гибралтар. Два буксира, «Николай Чикер» и Sandy Cape, буксировали корабль со средней скоростью 6 узлов (11 километров в час) на протяжении 15200-мильного (28200-километрового) маршрута с промежуточными остановками для заправки и пополнения запасов. Корабль прибыл в Китай 3 марта 2002 года и сразу был поставлен на верфь в порту Далянь.
Общая стоимость корабля для правительства КНР составила примерно 30 миллионов долларов США: 25 млн долл. украинскому правительству и Черноморскому судостроительному заводу и 5 миллионов долларов платы за буксировку.

### Достройка и модернизация
В 2005 году корабль был поставлен к стенке судостроительного завода в Даляне. В течение последующих 6 лет подвергался интенсивной модернизации и достройке. Сильно обржавевший корпус был очищен пескоструйной обработкой и покрашен.
В начале 2008 года корабль получил неофициальное имя «施琅» («Ши Лан»), что позднее было опровергнуто Министерством обороны КНР, и бортовой номер «83». Корабль был поставлен на инспекцию и ремонт в сухой док военно-морской базы Далянь. Планы ВМС НОАК в отношении авианосца были неопределёнными долгое время. Аналитики обсуждали две возможности: ввод авианосца в боевой состав ВМС НОАК или использование его как учебно-тренировочного и опытового корабля. В сухом доке была проведена установка двигателей и тяжёлого оборудования. На корабле были смонтированы новые радары, системы вооружения, перестроена надстройка и заделаны шахты для противокорабельных ракет «Гранит».
В мае 2010 года появились первые фотографии истребителя Shenyang J-15, основанного на прототипе Су-33 (опытный советский самолёт Т10К был куплен Китаем у Украины), предназначенного для этого и других авианесущих кораблей китайского флота.
В апреле 2011 года Тайвань обвинил Китай в том, что на основе чертежей ТАВКР «Варяг» Пекин намерен начать строительство собственных авианосцев, а работы, ведущиеся с самим этим кораблём, также свидетельствуют о намерении ввести его в строй ВМС, а не, как было обещано, в качестве плавучего развлекательного центра с казино. Это косвенно подтверждалось тем, что Китай построил полигон для подготовки лётчиков палубной авиации, аналогичный комплексу «НИТКА» в Крыму. К началу лета выяснилось, что достройка и модернизация авианосца на верфи в Даляне практически завершена.
8 июня 2011 года начальник Генштаба НОАК генерал Чэнь Биндэ впервые официально подтвердил, что корабль будет введён в строй как авианосец, одновременно подчеркнув, что основной задачей корабля будет служба учебной и экспериментальной платформой для будущей постройки собственных китайских авианосцев и их палубной авиации.
10 августа 2011 года корабль впервые вышел на ходовые испытания, продолжавшиеся 4 дня. 15 августа авианосец вернулся в Далянь и покинул порт только 29 ноября того же года. С декабря 2011 по июль 2012 года корабль провёл ряд манёвров, во время которых, по данным источников, проводились испытания различных систем вооружения и оборудования и взлёты и посадки вертолётов на палубу. Однако в ходе этих испытаний посадка самолётов на палубу не проводилась.
В конце ноября — начале декабря 2011 года авианосец прошёл вторую серию ходовых испытаний, которая продолжалась 12 дней. 8 декабря авианосец был сфотографирован в Жёлтом море (примерно в ста километрах к юго-востоку от китайского порта Далянь) американским разведывательным спутником. Власти Китая не раскрывали деталей задания, которое было поставлено перед кораблём, ограничившись комментарием, что авианосец выведен в море для «соответствующих научных исследований и экспериментов». К маю 2012 года авианосец выполнил шесть походов на ходовые испытания.
Ранее сообщалось, что по завершении полной программы испытаний авианосец будет передан Даляньскому военно-морскому корабельному институту, став его третьим учебным судном. И будет использоваться в качестве тренажёра пилотов и палубных самолётов до ввода в строй авианосцев собственного проекта CV17. При этом, «Ляонин» также будет включён в боевой строй, поскольку Китай, по разным данным, готовится иметь к середине 2020-х годов от четырёх до шести авианосных ударных групп, которые будут развёрнуты в Южно-Китайском и Восточно-Китайском морях.

### Служба в составе ВМС НОАК
25 сентября 2012 года в порту Далянь состоялась торжественная церемония принятия в состав Военно-Морского Флота Народно-Освободительной армии Китая авианосца «Ляонин» (кит. 遼寧 — в честь провинции на северо-востоке Китая) с бортовым номером 16. В церемонии приняли участие председатель КНР Ху Цзиньтао и премьер Госсовета КНР Вэнь Цзябао.
Тем не менее к этому моменту корабль ещё ни разу не запускал и не принимал на палубу самолёты. Только 4 ноября 2012 года официальный источник НОАК PLA Daily заявил, что истребитель J-15 произвёл касание палубы и пробежку по ней с последующим взлётом, а 24 ноября и в газете South China Morning Post появилось сообщение об успешной посадке истребителя J-15 на палубу авианосца — самолётом управлял лётчик-испытатель Дай Минмэнь. Таким образом, КНР официально стала новой державой, имеющей морскую палубную авиацию с горизонтальным взлётом и посадкой. 25 ноября было официально объявлено уже о пяти успешных посадках на авианосец истребителей J-15.
7 апреля 2014 года министр обороны США Чак Хэйгел во время своего визита в Китай посетил «Ляонин», тем самым став первым иностранным высокопоставленным чиновником, посетившим авианосец.
В декабре 2016 года «Ляонин» вышел в Жёлтое море для отработки действий авиационной группы самолётов-истребителей J-15 по отражению воздушной атаки на авианосец.
25 декабря представители министерства национальной обороны Японии заявили, что «Ляонин» появился в центральных водах Восточно-Китайского моря, а в 10 часов утра прошёл проливом Мияко и вышел в западную часть Тихого океана. В начале января 2017 года авиационная группа с «Ляонина» провела ночную тренировку взлёта и посадки в Южно-Китайском море. 12 января 2017 года «Ляонин» прошёл Тайваньским проливом и отправился на базу.
Данный поход вызвал широкий резонанс на Тайване
6 июля 2017 «Ляонин» прибыл в Гонконг для празднования 20-й годовщины возвращения Гонконга в Китай.
Весной 2021 года авианосная группа «Ляонина» ходила к островам Спратли, проведя по пути учения в Филиппинском море по недопущению военной помощи Тайваню со стороны США. В Южно-Китайском море «Ляонин» оперировал в те же дни, когда его пересекали американский авианосец «Теодор Рузвельт» и экспедиционная группа во главе с десантным кораблём типа «Уосп». «Ляонин» занял оборону возле Хайнаня, где базируются летающие радары KJ-500, и только после отхода американцев двинулся к островам Спратли поддержать китайских рыбаков или морскую милицию. К военным играм присоединились 25 китайских самолётов, совершивших учебные атаки на американские корабли к юго-западу от Тайваня. В налёте приняли участие самолёт ДРЛО KJ-500, бомбардировщики H-6J или H-6K, противолодочные самолёты KQ-200 (Y-8Q), истребители J-16…

## Конструкция
Конструкция корабля близка к однотипному «Адмирал Флота Советского Союза Кузнецов», большинство отличий заключаются в использованных системах боевого и радиоэлектронного вооружения. По имеющимся данным, пусковые установки противокорабельных ракет П-700 «Гранит» в носовой части авианосца были демонтированы, а палубные шахты для них — заделаны, чтобы освободить место для размещения запасных частей к самолётам и вертолётам корабельной авиагруппы.
Вместо 8 зенитных ракетно-артиллерийских комплексов «Кортик», достроенный в Китайской Народной Республике авианосец несёт три 11-ствольных 30-мм зенитных артиллерийских комплекса Type 1130, являющегося своеобразным гибридом систем Goalkeeper и Meroka. Зенитно-ракетное вооружение состоит из трёх 18-зарядных пусковых установок зенитных управляемых ракет FL-3000N ближнего радиуса действия, оснащённых инфракрасными головками самонаведения и имеющих дальность стрельбы до 6 километров.
В целом, ракетно-артиллерийское вооружение «Ляонина» является сильно ослабленным по сравнению с первоначальным советским проектом и теперь ориентировано исключительно на ближнюю противовоздушную оборону авианосца, но и в этом качестве существенно уступает базовому проекту, например количество 30-мм артиллерийских стволов уменьшилось втрое — с 96 до 33. Впрочем, возможно, что за счёт данного решения был увеличен запас авиационных горюче-смазочных материалов и/или авиационных боеприпасов на корабле.

## Авиагруппа
Эксперты «The Diplomat» оценивали численность J-15 на «Ляонине» в 24 самолёта . На видео, созданном позднее китайским военным СМИ, показана палуба авианосца, на которой одновременно размещалось 24 истребителя и несколько вертолётов. Продемонстрирована способность J-15 дозаправлять друг друга в полёте. На других кадрах просматривалось сразу два поисково-спасательных вертолёта Z-9S. Свой вклад в проверку данных экспертов внесли японские военные фотографы, сделавшие изображения нескольких летательных аппаратов, действовавших с этого корабля, из которых следует, что вертолёты ДРЛО и ПЛО действительно базируются на авианосце.
На совместных учениях двух авианосных групп, состоявшихся в Южно-Китайском море в 2024 году, с палуб авианосцев «Ляонин» и «Шаньдун», действовало не менее 14 модернизированных истребителей J-15T, изначально создававшихся для катапультных авианосцев. Отсюда следует, что авиагруппа «Ляонина» включает как минимум две модификации J-15, различающихся двигателями, авионикой и номенклатурой вооружения.
- J-15
- Z-18YJ
- Z-18F
- Z-9S
- Посадка J-15

## Оценка
В 2018 году являлся вторым после российского ТАВКР «Адмирал Флота Советского Союза Кузнецов» в рейтинге худших действующих авианосцев по мнению издания Business Insider.

## Поддержка
В ходе военных учений проступают контуры авианосной группы «Ляонина». В 2021 году в её состав входило несколько кораблей:
- авианосец «Ляонин»;
- один эсминец или ракетный крейсер типа 055;
- два эсминца типа 052D;
- один фрегат типа 054А;
- корабль комплексного снабжения типа 901, рассчитанный на 25000 тонн топлива и другой полезной нагрузки и развивающий скорость до 25 узлов в час[48][49].

Корабли действуют сообща с патрульными группами самолётов ВМС и ВВС аэродромного базирования. Такие группы включают самолёты ДРЛОиУ KJ-500, противолодочные KQ-200, истребители J-16 и J-10. При необходимости эти группы превращаются в ударные, усиливаясь бомбардировщиками H-6J или H-6К, каждый из которых несёт по 6 сверхзвуковых ракет YJ-12 или дозвуковых K/AKD-20. В скором будущем их дальность повысится за счёт самолётов-заправщиков Y-20U. С разведкой могут помочь спутники серий «Яогань» и «Цзилинь-1» и высотные стратегические беспилотники WZ-7. Позднее к ним присоединится морская патрульная версия беспилотника CH-5.